# 波斯尼亞克魯帕
波斯尼亞克魯帕（西里爾字母：Босанска Крупа），是波斯尼亞和黑塞哥維那实体之一波黑联邦烏納-薩納州的城市及市镇。市镇面积为561平方公里，2013年人口数量为25,545人。

## 外部連結
- 官方网站  （波斯尼亞文）